# Yutaka Soneda
Yutaka Soneda (曽根田 穣 Soneda Yutaka?), född 29 augusti 1994 i Ehime prefektur, är en japansk fotbollsspelare.
Soneda började sin karriär 2017 i Ventforet Kofu. Han spelade 50 ligamatcher för klubben. 2020 flyttade han till Kyoto Sanga FC.